# Pep Prieto Mir
Pep Prieto Mir   (Girona, 1976) és un periodista, escriptor i crític de cinema català. Escriu regularment al Diari de Girona, Revers i Inside Media. Parla de cinema i sèries de televisió a «El Món a RAC1», al programa «Àrtic», de Barcelona Televisió i al Cafè d'idees a La 2.
És autor de les novel·les La disfressa de l'indigent (finalista del premi Just Manuel Casero), Mala premsa, La teoria de l'imbècil i Els Llunàtics, i del llibre de contes Castells Humans. El 2018 va publicar Carnada, on barreja política i zombies. Va escriure l'assaig sobre cinema i política “Poder absoluto”. De la mateixa col·lecció de ‘’Poder absoluto’’, també ha publicat ‘’Al filo del mañana’’. També és autor de la novel·la ‘’ El mal pare’’, a mig camí entre el gènere negre i el fantàstic, guardonada amb el Premi Imperdible 2021. La seva darrera novel·la és "La dona eterna", editada per Columna.
L'any 2025, Pep Prieto guanya el 58è premi Prudenci Bertrana de novel·la amb l’obra Rosita, una obra sobre infància i memòria a la Girona dels vuitanta.

## Publicacions
- La disfressa de l'indigent (Curbet Edicions, 2005) ISBN 9788496444317, (finalista del premi Just Manuel Casero)
- Castells Humans (Episteme, 2008) ISBN 9788493651138,[4] coescrit amb Carles Ribas.
- Mala premsa (Curbet, 2011) ISBN 9788496766372
- La teoria de l'imbècil (Curbet, 2012)[5] reeditada per Apostroph, 2019[6]
- Els Llunàtics (Curbet, 2015)[7]
- Poder Absoluto (Editorial UOC, 2016) ISBN 9788491161707
- Carnada (Bridge, 2018) ISBN 9788416670420[8]
- Al filo del mañana (Editorial UOC, 2019) ISBN 9788491804048
- El mal pare (Llibres del Delicte, 2020) ISBN 9788412062540
- La dona eterna (Edicions 62, 2022) ISBN 9788466428675